# Томас Кілгор Шервуд
Томас Кілгор Шервуд (англ. Thomas Kilgore Sherwood; ; нар. 25 липня 1903 , Колумбус  — ; пом. 14 січня 1976 ) — американський інженер-хімік і член-засновник Національної інженерної академії США.

## З біографії
Шервуд народився в місті Колумбус, штат Огайо, і провів більшу частину своєї юності в Монреалі. У 1923 році він вступив до Массачусетського технологічного інституту (MIT) для захисту кандидатської. Його дисертація, «Механізм сушки твердих тіл», була завершена в 1929 році, через рік після того, як він став доцентом у Вустерському політехнічному інституті. У 1930 році він повернувся в МТІ як доцент, де він залишався аж до своєї відставки. Займав посади ад'юнкт-професора (1933), професора (1941), декана інженерного факультету (1946—1952). У 1969 році він пішов з Массачусетського технологічного інституту, щоб стати професором хімінженеріі в Університеті Каліфорнії, Берклі. Основною областю досліджень Шервуда був масообмін, а в 1937 він опублікував перший великий підручник у цій галузі — «Поглинання і екстракція» (перевиданий 1974 як «Масообмін»). Число Шервуда, назване на його честь.

## Праці
Sherwood, Thomas K. (1975), Mass Transfer, New York: McGraw-Hill, ISBN 978-0-07-056692-7